# Maçon
Pour le membre d’une confrérie maçonnique, voir franc-maçonnerie.
Le maçon est un ouvrier du bâtiment qui pratique la maçonnerie. Cette discipline consiste à créer, choisir et utiliser des éléments de construction composés de divers matériaux : pierre naturelle ou pierre artificielle (briques, blocs, etc.), mais aussi d'autres matériaux : paille, torchis, terre, bois, métaux, béton, etc.

## Terminologie
Le substantif masculin,, « maçon » est attesté au XIIe siècle : d'après le Trésor de la langue française informatisé, sa plus ancienne occurrence se trouve dans le Roman de Brut de Wace, achevé en 1155. Il est issu de l'ancien bas francique *makjo, de même sens,, lui-même dérivé de *makôn (« faire »).
Le terme « maçon » est parfois employé seul pour désigner un membre de la franc-maçonnerie.

## Origine

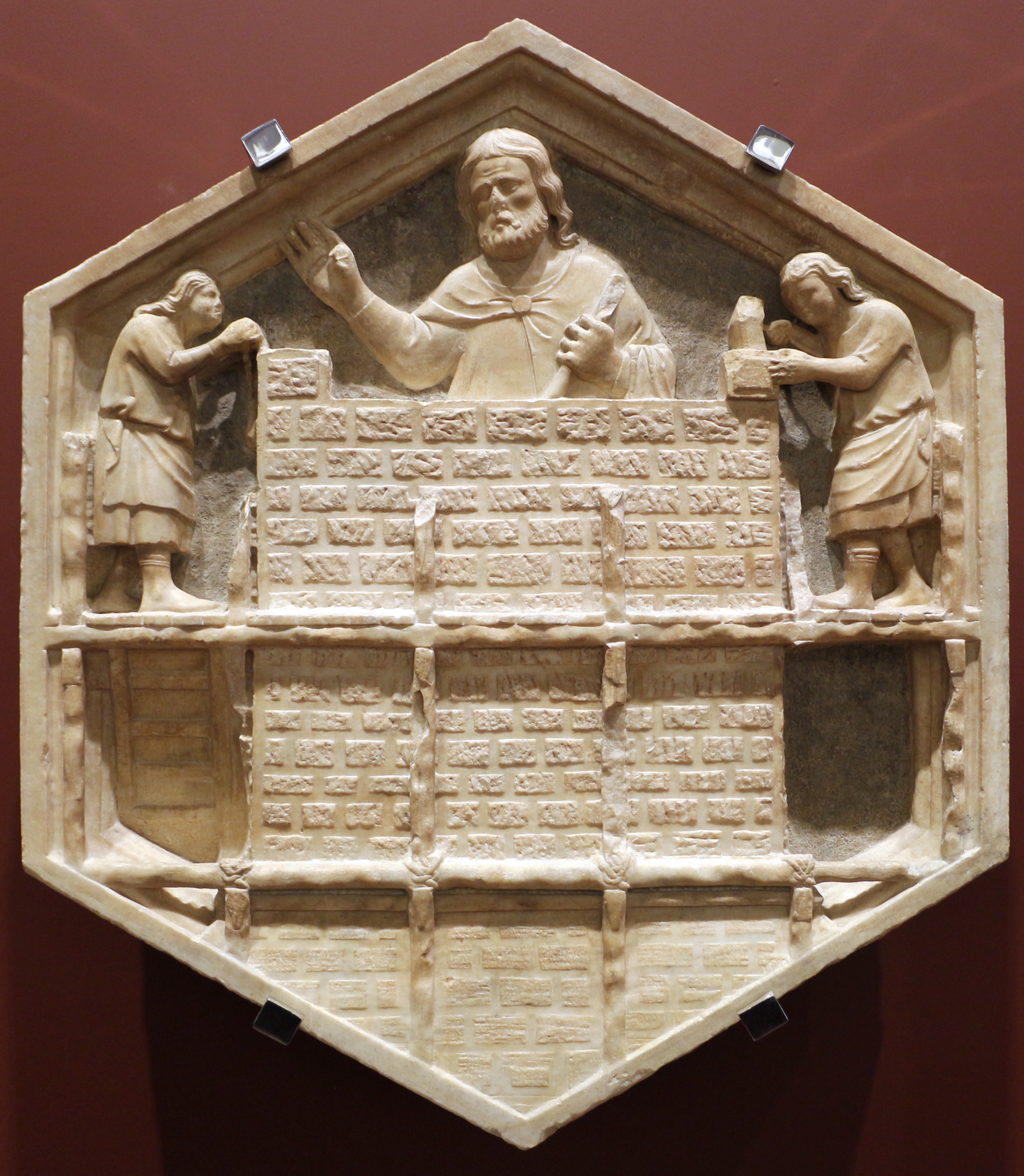

L'origine de la maçonnerie remonte aux temps les plus éloignés, dès lors que l'homme a eu besoin de bâtir une construction pour se loger. Le métier de maçon a été façonné de manière disparate par les ressources souterraines locales et la terminologie utilisée en construction est partiellement liée au terroir et à des traditions multiséculaires. La pénurie en pierre de taille de qualité a fait de Londres une ville de brique, Paris a été construite avec le calcaire lutétien du Bassin parisien et le métier de maçon s'en est trouvé transformé.
Le Moyen Âge, qui constitue en quelque sorte l'âge d'or des maçons voit ceux-ci, organisés en confréries ou en sociétés compagnonniques, contribuer à la construction des cathédrales.
Le plus ancien acte d'organisation pour les maçons en France, fait partie du livre des métiers d'Étienne Boileau, rédigé en 1268 ; nommé prévôt de Paris par le roi Louis IX : il est question « Des maçons, tailleurs de pierre, les plastriers et des mortelliers » (fabricants d'auges de pierre qu'on appelle mortiers et ensuite celui qui brise certaines pierres dures pour en faire du ciment, le terme mortier désigne de la manière l'auge du maçon et son contenu).
Les maçons et les plâtriers devaient le guet et la taille ; mais les mortelliers ainsi que les tailleurs de pierre étaient dispensé du guet, dès le temps de Charles Martel, suivant la tradition que constatent les statuts. Leur juridiction était dès lors dans l'enclos du palais, elle était connue sous le nom de maçonnerie.
Au XIXe siècle, le maçon est un ouvrier qui exécute les constructions en pierres naturelles ou artificielles, et les enduits et mortiers. Ils se répartissent en :
- manœuvres et garçons qui exécutent les parties du travail qui n'exigent guère que de la force ;
- les compagnons qui posent la pierre et font les enduits ;
- les maîtres-compagnons qui surveillent et dirigent plusieurs ouvriers dont ils assurent l'ensemble ;
- le maître qui prépare les détails, dirige les hommes et surveille la nature aussi bien que l'emploi des choses, constituent les principaux éléments de la maçonnerie. Chacune de ces classes de travailleurs renferme une spécialité d'autant plus tranchée qu'elle s'éloigne davantage des deux extrêmes. Le maître se distingue, par la faculté de comprendre en même temps l'ensemble et les détails, l'unité et la variété, l'idée et son exécution, est un architecte, moins l'esprit d'invention peut-être[10].

Maçon suisse, première moitié du XXe siècle.

Avant l'apparition du ciment et du béton, le travail du maçon se fait donc étroitement avec le travail des carrières et les tailleurs de pierre (voir à ce sujet le lexique de la pierre naturelle) mais aussi le travail de la terre (mortier de terre) de la chaux et du plâtre. Cette association avec le travail du plâtre l'a fait appeler maçon-plâtrier (voir sur ce sujet le lexique du plâtre). Le maçon-plâtrier, hourde et enduit les cloisons en plâtre (c'est-à-dire les remplit, les maçonne en plâtre), réalise des moulure. Les murs de pierre sont jointoyés en plâtre a posteriori au moyen d'une espèce de grand couteau pointu et emmanché appelé fiche. Cette mise en œuvre des maçonnerie sera abandonnée au profit du hourdage à bain, toujours en plâtre (pose à plein bain de mortier).
Aujourd’hui le plâtre n'est plus utilisé que pour le plafonnage par un ouvrier bien distinct, le plafonneur ou plâtrier.
La double révolution de l'acier et du béton de ciment bouscule plus d'une tradition : avec l'acier, on cesse d'employer la pierre naturelle comme matériau statique. L'apparition du béton et plus largement des pierres artificielles (briques, blocs, etc.), moins chères à produire, plus faciles à mettre en œuvre, achève cette mutation.
En 1861, François Coignet, pionnier de l'industrie du béton, décrit les avantages de cette nouvelle invention : la préparation des pierres artificielles moulées constitue l'une des deux grandes branches d'emploi des bétons, et n'apporte pas de changements aux procédés de bâtir en usage à l'époque, sinon de substituer de la pierre artificielle moulée à de la pierre naturelle taillée. Le moulage des bétons sur site - la seconde branche d'emploi du béton - inspirée par la technique du pisé : « (…) Pendant que la construction en maçonnerie ordinaire, en y comprenant l'extraction des pierres, la taille et la pose, exige l'emploi d'ouvriers d'art existant en petit nombre et obtenant des salaires élevés, les constructions en béton ne demanderaient le concours que de simples manœuvres, que l'on pourrait se procurer partout en nombre illimité, et moyennant des salaires beaucoup moins élevés, première source incontestable d'une grande économie dans la main-d'œuvre ».
De nos jours, avec l'usage du béton, de matériaux standardisés comme les briques ou les blocs, les techniques de collage plutôt que de cimentage, mais aussi la mécanisation, la manière de travailler et les outils du maçon ne sont plus tout à fait les mêmes que dans le temps.

## Outils
Les outils du maçon, sont la truelle, la taloche, le marteau de maçon, la massette, le burin et la pointerolle, le sabre de maçon, le décintroir, le fer à rejointoyer, la plâtresse, la pointe à béton, la pelle de maçon, les chevillettes de serrage, la brosse, la pioche, le niveau à bulle, le niveau à eau, le fil à plomb, le règle de maçon, le double mètre, le crayon, des cordeaux, équerre et fausse équerre, etc., certains qu'il dispose éventuellement dans un coffre d'outillage. Il doit parfois faire usage d'échelles et d'échafaudages de brouettes. Il doit en plus s'équiper de machines comme la bétonnière, la disqueuse, la meuleuse, le concasseur à mortier, le compresseur.
Lorsqu'il s'occupe de petite démolition, il fera usage de coins, de masse, de marteau-piqueur portatif.
Lorsqu'il s'occupe de béton à coffrer entre banches et coffrages, il doit s’investir charpentier, ses outils sont la scies circulaires, les marteaux de charpentier, ciseaux et bédanes, les clés plates, les limes, râpes et rabots, les étais et chandelles, les perceuses, les vilebrequins, visseuses et pied-de-biche, les camions malaxeur, etc.
Anciennement, le maçon s'occupait de la construction des murs en moellons ou meulière, tous les plâtres, et quelquefois la pose de la pierre. Cette association avec le travail du plâtre le fait appeler maçon-plâtrier.
Les outils dont se servaient les maçons étaient, la ligne, la règle et le compas, le niveau, l'équerre, le plomb, la hachette, les marteau, masses et bouchardes, le décintroir, la pince, le ciseau, le riflard, la truelle, la truelle bretée, l'auge, le seau, le balai, la pelle, le tamis, le panier, le rabot, l'oiseau, les brouette, chariots et diables, le bar, la pioche et le pic, les pinces, poinçons. Outre les instruments nécessaires de main, ils avaient aussi des machines pour élever de grands fardeaux ; tels sont la grue, le gruau ou engin, le guindal, la chèvre, les treuils et cabestans, les moufles et poulies, le levier, et pour conduire de grosses pierres, le charriot, le bar, les madriers, les rouleaux, etc.. Pour les échafaudages, il y avait les boulins et les écoperches. On comptait aussi des câbles, des câbleaux, des cordages, des vingtaines et des camions.
Les entrepreneurs fournissaient la plus grande partie des outils qui constituaient l'équipage. L'ouvrier emmenait avec lui dans sa boîte à outils, une truelle en cuivre, et s'il y a des travaux de limousinerie à faire, une deuxième truelle longue en fer pour cet usage, une hachette pour couper les vieux plâtres, ébousiner et équarrir le moellon et démolir ou faire des trous dans les murs dans les planchers, etc., une taloche en bois garnie d'une poignée pour faire les enduits, une règle méplate pour prendre les niveaux, un marteau ayant une panne carrée d'un côté et à pic de l'autre, une auge, une truelle bretée dentelée d'un côté et tranchante de l'autre avec laquelle on nettoie et on dresse les enduits en passant d'abord la partie dentelée de haut en bas et obliquement de gauche à droite et ensuite le côté tranchant pour dresser, d'un riflard de deux niveaux, un plomb, une série de gouges et de fers pour pousser à la main les angles et retours des corniches de chapiteaux ou autres moulures interrompues nécessairement dans les emplacements où l'on ne peut faire glisser le calibre, un ou plusieurs compas en fer.
Lorsqu'on s'occupait de maçonnerie en moellon, le travail prenait le nom de Limousinage et l'ouvrier chargé de la réalisation de l'ouvrage s'appelait limousin.

## Les temps modernes
Le siècle actuel sera sans doute celui de l'écoconstruction, de l'autoconstruction ou encore de la construction solidaire associant ainsi l'écologie à la fraternité [réf. nécessaire].

## Formations en France
- Le CAP : le certificat d'aptitude professionnelle (CAP) se préparent en 2 ans après la 3e, sous statut scolaire ou en apprentissage. Le diplôme peut aussi se préparer en 1 ou 3 ans. Le titulaire de ce diplôme réalise, à partir de directives, l’ensemble des travaux de maçonnerie sur des chantiers de construction neuve, de rénovation ou de réhabilitation. Il intervient dans les secteurs suivants : construction de maisons individuelles, de bâtiments divers, travaux de maçonnerie générale (et rénovation et réhabilitation), travail de la pierre[13].
- Formation qualifiante de l'Agence nationale pour la formation professionnelle (AFPA)
- Bac Pro Technicien du bâtiment, organisation et réalisation du gros œuvre (TBORGO). Le titulaire de ce bac est un technicien du bâtiment qui peut exercer les responsabilités de chef d’équipe au sein d’une entreprise, chargé du suivi des chantiers.
- Le Brevet professionnel de maçon : le BP se prépare en 2 ans après le CAP et permet d'acquérir un niveau de qualification plus élevé.

## Représentations artistiques
- Le Maçon blessé, Francisco de Goya, 1786-1787.